# Korolówka (gmina)
Korolówka – dawna gmina wiejska w powiecie borszczowskim województwa tarnopolskiego II Rzeczypospolitej. Siedzibą gminy była Korolówka.

## Historia
Gminę utworzono 1 sierpnia 1934 r. w ramach reformy na podstawie ustawy scaleniowej z dotychczasowych gmin wiejskich: Jurjampol, Korolówka, Piszczatyńce, Skowiatyn, Strzałkowce i Wysuczka.
18 marca 1938 przyznano marszałkowi Edwardowi Śmigłemu-Rydzowi honorowe obywatelstwo gminy.
Od września 1939 do lipca 1941 gmina znajdowała się pod okupacją ZSRR, a 1 sierpnia 1941 weszła w skład Generalnego Gubernatorstwa i nowo utworzonego dystryktu Galicja. Gmina przynależała odtąd do powiatu czortkowskiego (Kreishauptmannschaft Czortków). Przyłączono do niej wówczas obszar zlikwidowanej gminy Szuparka (Szuparka i Szyszkowce), po czym gmina liczyła 10.471 mieszkańców.
Po II wojnie światowej obszar gminy znalazł się w ZSRR.